# Xã Sinnott, Quận Marshall, Minnesota
Xã Sinnott (tiếng Anh: Sinnott Township) là một xã thuộc quận Marshall, tiểu bang Minnesota, Hoa Kỳ. Năm 2010, dân số của xã này là 24 người.